# Bar Hebraeus
Bar Hebraeus (1226 – 1286. július 30.) középkori zsidó származású szír keresztény orvos, filozófus, történetíró, teológus. Latinul Abulpharagius, szírül Mor Gregorios Bar Ebraya névvel illették.

## Működése
1226-ban született Meliténében, egy kikeresztelkedett zsidó orvos, bizonyos Áron fiaként. A hagyomány szerint gyermekkorában a térséget megtámadó mongol hadvezér megbetegedett, és csak Áron tudta meggyógyítani. A hálás vezér az egész családot magával vitte Antiochiába, ahol Bar Hebraeus szerzetes lett.
Kiemelkedő képességekkel rendelkezett, mit az is bizonyít, hogy húszéves korában a szír jakobita egyház püspöke, huszonhat éves korában annak érseke, majd 1264-ben a pátriárka helyettese lett. Célja az volt, hogy összebékítse az arabokat a keresztényekkel, illetve a keresztény felekezeteket egymással, emiatt számos művet fordított le szírre, arabra és görögre, hogy megismertesse a különféle vallások követőit a többiek hagyományaival. Mivel a főpapok feladatai közé tartozott, hogy meglátogassák az alájuk rendelt közösségeket, Bar Hebraeus számos könyvtárhoz hozzáférhetett, illetve számos szájhagyomány útján terjedő információhoz hozzájutott. Nagy enciklopédikus műveltségre téve szert, összefoglalta a korába ismeretes görög, szír és arab tudományos ismereteket. Fő műve a Bölcsességek bölcsessége (Hewath Hekhmetha), illetve a Krónika. Ő a középkori szír irodalom utolsó jelentős írója.